# Krigens Fjende
Krigens Fjende er en dansk stumfilm fra 1917, der er instrueret af Holger-Madsen efter manuskript af ham selv og Fritz Magnussen.

## Handling
Denne artikel mangler et handlingsreferat. Hjælp os med at skrive det.

## Medvirkende
- Valdemar Psilander - Johannes Acosta, dr. phil. og fysiker
- Philip Bech - Professor Acosta, Johannes' far
- Marie Dinesen - Professorinden
- Ebba Thomsen - Elisa Vogeler, Johannes' forlovede
- Thorleif Lund - Daniel Horn, Dr. med., Elisas fætter
- Robert Schmidt - Grev Walther